# Eucondylops reducta
Eucondylops reducta är en biart som beskrevs av Michener 1970. Eucondylops reducta ingår i släktet Eucondylops och familjen långtungebin. Inga underarter finns listade i Catalogue of Life.